# Génies en herbe
 (mai 2018).
Si vous disposez d'ouvrages ou d'articles de référence ou si vous connaissez des sites web de qualité traitant du thème abordé ici, merci de compléter l'article en donnant les références utiles à sa vérifiabilité et en les liant à la section « Notes et références ».

Génies en herbe est une compétition pédagogique d'origine canadienne mettant en compétition deux équipes de quatre joueurs devant répondre, souvent le plus rapidement possible en appuyant sur un bouton-réponse, à diverses questions de culture générale. On nomme herbogéniste le joueur de Génies en Herbe.

## Règles
Au cours de la rencontre, un animateur pose des questions divisées par thèmes et par catégories. Le format de réponses diffère selon la catégorie. Chaque réponse vaut habituellement dix points. Parfois, il y a une pénalité de dix points si le joueur tente une réponse avant la fin de la question et répond incorrectement. Lors d'une rencontre, autour de cent questions peuvent être posées, réunies par sujets. Un ou deux juges sont présents à la table de l'animateur afin de vérifier l'exactitude des réponses. Deux pointeurs, un désigné pour chaque équipe, compilent les points.

### Catégories
- collective = s'adressant à tous, le plus rapide à appuyer sur le bouton ayant droit de réponse en premier
- individuelle = question destinée à un joueur nommé
- par équipe = question destinée à une des deux équipes
  - avec consultation = les joueurs ont le droit de se consulter avant de donner la réponse
  - sans consultation = les joueurs ne peuvent se consulter
- droit de réplique = l'équipe adverse à un droit de réplique si le joueur nommé ou si le participant de l'équipe adverse donne une réponse erronée.
- cantonade = première question collective; le joueur qui répond correctement donne le droit de répondre aux questions suivantes à son équipe.
- relais = par équipe ; les questions jusqu'à quatre sont posées et si un joueur répond correctement, le relais continue, mais il ne peut pas répondre deux fois. Si un joueur se trompe, le relais s'arrête ainsi
- dico = par équipe ; deux mots sont donnés et les joueurs doivent trouver les 5 mots qui se trouvent entre ceux-ci dans le dictionnaire.
- identification par indice = par équipe sans consultation; les joueurs doivent trouver la personnalité, l'événement ou la chose à l'aide de trois à quatre indices au maximum (40 points si réponse au premier indice, 30 points au deuxième; 20 au troisième; 10 au dernier)
- identification (multimédia) = par équipe ou collective; identification de photos, de thèmes musicaux, etc.
- association = par équipe ; deux listes de trois ou quatre éléments sont affichées ou dictées et les joueurs doivent associer les éléments de la première liste à la deuxième, cette dernière contenant généralement un inconnu.
- vis-à-vis = individuelle ; question spécifique pour les joueurs assis en vis-à-vis de l'équipe A et de l'équipe B, le plus vite des deux ayant droit de répondre en premier (avec droit de réplique)
- anagramme = habituellement en collective; les joueurs doivent remettre en ordre les lettres d'un mot en charivari
- rachat = individuelle, par équipe ; le joueur désigné répond pour 20 points; s'il échoue, les autres joueurs de son équipe peuvent le racheter pour 10 points.
- intrus = par équipe ; parmi une liste de réponses, les joueurs doivent trouver l'intrus
- quitte ou double = par équipe; l'équipe décide de garder les points après une bonne réponse et de terminer cette catégorie, ou elle décide de passer à l'autre question, une bonne réponse lui donnant le double des points de la précédente (maximum de 3 questions passant 10-20-40 points)
- questions éclair = collective ; série de 10 (ou 15) questions posées rapidement à la fin d'un match

### Thèmes
Aussi variés que possibles, illimités. Le match débute habituellement par une série de questions en langage, individuelle. Voici quelques exemples typiques :
- langage = épellations, conjugaisons, proverbes, définitions, racines de mots, , etc.
- actualité = se portant sur les événements récents (sur une période d'un an environ).
- littérature = auteurs, titres de livres, courants littéraires, prix honorifiques, , etc.
- mathématiques = calculs mentaux, algèbre, définitions, constantes, suites de nombres, , etc.
- géographie et histoire = capitales, monnaies, dirigeants, guerres, dates, , etc.
- sciences = constantes, définitions, inventeurs
- arts = courants artistiques, artistes, architecture, , etc.
- musique = musiciens, chanteurs, courants musicaux, identification musicale, solfège, , etc.
- sports et loisirs = statistiques, noms de joueurs, d'équipes, jeux olympiques, , etc.

### Répliques
La réplique peut être dangereuse dans le sens où elle laisse du temps à l'adversaire pour penser à sa réponse. Cependant, certains joueurs très précis donnent un nombre si faible de répliques que les joueurs qui y sont efficaces ont peu d'opportunités.

## Au Canada

### Origines
Le format est d'abord développé à la Télévision de Radio-Canada en 1972, l'émission accueille deux équipes de quatre étudiants d'écoles secondaires. Malgré le retrait de l'émission en 1997 pour des raisons financières, l'activité continue de grandir et accueille maintenant dans ses rangs des joueurs de niveau primaire, collégial, universitaire, et même civil (n'ayant jamais joué ou ayant terminé leurs études). Des ligues organisées se retrouvent partout dans la francophonie et certaines écoles entraînent des équipes qui les représentent dans divers tournois. C'est maintenant le Mouvement provincial de Génies en herbe/Pantologie (MPGHP), présidé par Sébastien Landry ainsi que son conseil administratif, soit Daniel Duclos au niveau primaire, Daniel Morin au niveau secondaire et Fabio Paquette-de Carvalho (herbogéniste) au niveau régional, qui en organise les tournois. D'autres évènements liés à l'activité ont cependant lieu annuellement, notamment le tournoi Paléogénies et le Tournoi des Nations, ouvert à toute personne ayant terminé son école secondaire, et le tournoi Jeunes Démocrates, organisé par le Gouvernement du Québec et ouvert aux élèves du cégep et de la quatrième et de la cinquième secondaire.
En plus des ligues et championnats organisés par le MPGHP, plusieurs écoles secondaires et primaires pratiquent l'activité à l'interne.
L'émission a d'abord été diffusée à partir du 5 octobre 1972 sur la station CBOFT à Ottawa de la Télévision de Radio-Canada. Puis à partir du 4 juin 1975, l'émission est diffusée sur tout le réseau.

### Animateurs
- 1970 - 1972 - Normand Harvey à Ottawa
- 1972 - 1975 - Serge Arsenault à Ottawa
- 1975 - 1982 - Pierre McNicoll à Ottawa
- 1975 - 1982 - Marc Fillion à Montréal
- 1982 - 1989 - Michel Benoît à Montréal
- 1989 - 1990 - Claude Deschênes et Élaine Lauzon à Montréal
- 1990 - 1997 - Martin Gélinas à Montréal

## Juges-arbitre
- Marielle Vermette

## Réalisation
- Michel Gélinas
- Rachel Verdon

### Génies en herbe: l'aventure
En 2011, l'émission réapparaît le temps d'une saison sur les ondes de Radio Canada sous le nom de Génies en herbe l'aventure. Le jeu, animé par Stéphan Bureau, voit s'affronter chaque semaine deux équipes représentant une région du Canada (Québec, Ontario, Ouest et Acadie).
En plus de s'affronter en studio en répondant à des questions de connaissances et de logique, les candidats se retrouvent également lors d'un jeu de piste dans diverses villes canadiennes.

#### Les 16 participants
Acadie
- Guillaume Deschênes-Thériault (Kedgwick, Nouveau-Brunswick)
- Marissa Philippe (Balmoral)
- Solène Mallet Gauthier (Dieppe)
- Sébastien Lord (Moncton)

Ouest
- Stanislaw Pennors (Vancouver, Colombie-Britannique)
- Chloé Martineau (Courtenay)
- Claudel Bourgea (Calgary, Alberta)
- Joel Ayotte (Winnipeg, Manitoba)

Ontario
- Jean-Loup Doudard (Sudbury)
- Catherine Boucher (Toronto)
- Sara Gamal (Mississauga)
- Jérémie Thibault (Ottawa)

Québec
- Maximillien Vachon (Montréal)
- Marc-Antoine Lambert (Dolbeau)
- Guillaume Sylvain (Québec)
- Laurence Mignault (Magog)

Les 16 participants parcourent 7 villes canadiennes: Winnipeg, Rimouski, Halifax, Vancouver, Québec, Moncton et Ottawa (en ordre chronologique). L'équipe championne lors la finale à Ottawa le 16 avril 2011 est celle du Québec. Le match de finale était Québec contre Ontario.
L'émission n'a pas été renouvelée pour une seconde saison, en raison de son coût de production.

## En Belgique
La RTBF a organisé le championnat Génies en herbe en Belgique francophone pendant 19 saisons, entre 1989 et juin 2007. Depuis cette date, l'émission n'est plus à l'antenne car elle touchait surtout un public plus âgé, mais la RTBF a promis que cette disparition n'était que temporaire.

### Animateurs
- 1988-1992 : Eric Frère et Michel Guilbert
- 1992-1997 : Michel Guilbert et Ève-Marie Vaes
- 1997-1999 : Ève-Marie Vaes et Thomas Van Hamme
- 1999-2004 : Thomas Van Hamme et Corinne Boulangier
- 2004-2005 : Thomas Van Hamme et Maureen Louys
- 2005-2007 : Maureen Louys et Jonathan Bradfer

### Juges-arbitre
- Anne Schiffmann et Georges Renoy
- Georges Renoy et Marie-Hélène Paternottre
- Marie-Hélène Paternottre

### Gagnants belges
- Saison 1988-1989 : L'Athénée Fernand Blum de Schaerbeek gagne face à l'Athénée royal Jean Tousseul d'Andenne.
- Saison 1989-1990 : L'Athénée Saucy de Liège gagne face à l'Athénée Charles Janssens d'Ixelles.
- Saison 1990-1991 : L'Athénée royal de Woluwe-Saint-Pierre (aujourd'hui: Athénée royal Crommelynck) gagne face à l'Athénée Fernand Blum de Schaerbeek.
- Saison 1991-1992 : L'Athénée Joseph Bracops (aujourd'hui: Athénée Bracops-Lambert) d'Anderlecht gagne face à l'Athénée royal de Woluwe-Saint-Pierre.
- Saison 1992-1993 : Le Collège Saint-Martin de Seraing gagne face à l'Athénée Saucy de Liège.
- Saison 1993-1994 : Le Collège Saint-François-Xavier (aujourd'hui: Centre scolaire Saint-François-Xavier 1) de Verviers gagne face au Collège Don Bosco de Woluwe-Saint-Lambert.
- Saison 1994-1995 : Le Collège Don Bosco de Woluwe-Saint-Lambert gagne face au Collège Saint-François-Xavier de Verviers.
- Saison 1995-1996 : L'Institut Saint-Boniface Parnasse d'Ixelles gagne face à l'Institut Saint-Guibert de Gembloux.
- Saison 1996-1997 : L'Institut Saint-Louis de Namur gagne face au Collège d'Enseignement Catholique de Gembloux (anciennement Collège Saint-Guibert).
- Saison 1997-1998 : Le Collège Saint-Michel d'Etterbeek gagne face au Collège Sainte-Gertrude de Nivelles.
- Saison 1998-1999 : L'Athénée Charles Janssens d'Ixelles gagne face à l'Athénée royal d'Uccle 1.
- Saison 1999-2000 : Le Collège de Godinne-Burnot de Burnot-Rivière (Profondeville) gagne face au Lycée Martin V de Louvain-la-Neuve.
- Saison 2000-2001 : L'Institut Saint-Laurent de Marche-en-Famenne gagne face à l'Institut Saint-Boniface-Parnasse d'Ixelles.
- Saison 2001-2002 : L'Institut Saint-Boniface-Parnasse d'Ixelles gagne face au Collège Saint-Pierre d'Uccle.
- Saison 2002-2003 : Le Collège Saint-Michel d'Etterbeek gagne face à l'Athénée Robert Campin de Tournai.
- Saison 2003-2004 : Le Lycée Dachsbeck de Bruxelles gagne face au Collège Saint-Michel d'Etterbeek.
- Saison 2004-2005 : Le Collège de Godinne-Burnot de Profondeville gagne face au Lycée Martin V de Louvain-la-Neuve.
- Saison 2005-2006 : Le Lycée Dachsbeck de Bruxelles gagne face au Collège Saint-Michel d'Etterbeek.
- Saison 2006-2007 : L'Athénée Charles Janssens d'Ixelles gagne l'ultime saison face au Collège de Godinne-Burnot de Burnot-Rivière (Profondeville).

### Autre
À Verviers, le Denier des écoles communales organise chaque année le jeu, petit frère de l'émission télévisée, Génies en Vesdre. Les épreuves de sélections sont mises en place dans toutes les cinquièmes années primaires des quatorze implantations de l'enseignement communal de la Ville de Verviers. Ces sélections permettent de déterminer les quatre écoles finalistes.
Ce samedi 28 avril, pour la troisième année consécutive ce grand jeu fut organisé dans le hall sportif de l'école de Hodimont.
Si la température était estivale, l'ambiance manifestée par les supporters était également à son comble. C'est dans un esprit de saine compétition que s'opposèrent les établissements scolaires des Boulevards, de Carl Grun, de Lambermont et des Linaigrettes.
La victoire finale fut attribuée, après une joute très serrée avec l'école Carl Grun, à l'école communale des Linaigrettes grâce à la perspicacité et à la vivacité d'esprit de Nadia, Leila, Alexandre et Samuel élèves de mesdames Piron et Otten.

### Génies en WEB
Depuis avril 2010, la RTBF propose Génies en WEB, un nouveau jeu inspiré de Génies en herbe, mais en version web, disponible 7 jours sur 7. Chaque jour, 5 nouvelles questions sont proposées sur https://www.rtbf.be/geniesenweb avec réponses à choix multiples. 4 questions en lien direct avec l'actualité et 1 question proposée par le Pass. Le jeu est ouvert à tous, mais dès le mois de septembre 2010, des concours seront proposés aux classes des 4es, 5es et 6es secondaires. Il s'agira alors pour les classes de se connecter aux jours J et heures H.

### 1erchallenge inter-classes
Premier test match le vendredi 22 octobre 2010. Premier match à enjeu le vendredi 29 octobre 2010 à 10 heures pour les 4es, à 11 heures pour les 5es et à 12 heures pour les 6es.

## En France
Le jeu a été diffusé sur FR3 puis France 3 entre 1985 et 1995.
En 1986, le générique du début est repris d'une musique de Billy Joel intitulée Pressure.

### Animateurs
- 1985 : François Duprat[1]
- 1986-1988 : Pierre Duqueyroix
- 1988-1989 : Patrice Drevet
- 1989-1991 : Marc Bessou
- 1992 : Éric Frère
- 1992-1994 : Olivier Minne
- 1995 : Philippe Bouchara

### Juge arbitre
- 1985-1995 : Benjamin Hannuna

### Productrice
- 1985-1995 : Arielle Naudé[1]

### Réalisateur
- 1985-1995 : Christian Alba[1]

## Concours International
- 1986-(Montréal, Québec) : Canada, France (4 équipes chacun)

(Gagnants : Polyvalente de Grande-Rivière, Grande-Rivière, Québec, Canada)
- 1987-(Strasbourg, France) : Canada, France (4 équipes chacun)

(Gagnants : Collège des Eudistes, Montréal, Québec, Canada)
- 1988-(Montréal, Québec) : Canada, Côte d'Ivoire, France, Sénégal, Zaïre

(Gagnants : Collège Saint-Charles-Garnier, Québec, Québec, Canada)
- 1989-(Dakar, Sénégal) : Belgique, Bénin, Canada, Côte d'Ivoire, France, Sénégal, Zaïre

(Gagnants : Collège Saint-Charles-Garnier, Québec, Québec, Canada)
- 1990-(Bruxelles, Belgique) : Belgique, Bénin, Canada, Côte d'Ivoire, France, Sénégal, Zaïre

(Gagnants : College Bonsomi Pie XII, Kinshasa, Zaïre & Institut Keranna, Trois-Rivières, Québec, Canada)
- 1991-(Abidjan, Côte d'Ivoire) : Belgique, Bénin, Canada, Côte d'Ivoire, France, Sénégal, Zaïre

(Gagnants : Institut de la Gombe, Athénée royal de Woluwe-Saint-Pierre, Woluwe-Saint-Pierre, Belgique)
- 1992-(Strasbourg, France) : Belgique, Bénin, Canada, France, Sénégal

(Gagnants : Athénée Joseph-Bracops, Anderlecht, Belgique)
- 1993-(Cotonou, Bénin) : Belgique, Bénin, Canada, France, Sénégal

(Gagnants : Collège Saint-Charles-Garnier, Québec, Québec, Canada)
- 1994-(Québec, Québec) : Belgique, Bénin, Canada, France, Sénégal

(Gagnants : Prytanée militaire Charles N'Tchoréré, Saint-Louis, Sénégal)
- 1995-(Dakar, Sénégal) : Belgique, Bénin, Côte d'Ivoire, Sénégal, Zaïre

(Gagnants : Prytanée militaire Charles N'Tchoréré, Saint-Louis, Sénégal)
- 1996-(Abidjan, Côte d'Ivoire) : Belgique, Bénin, Côte d'Ivoire, Sénégal, Zaïre

(Gagnants : Institut Saint-Boniface-Parnasse, Bruxelles, Belgique)
- 1997-(Bruxelles, Belgique) : Belgique, Bénin, Côte d'Ivoire, Sénégal, Zaïre

(Gagnants : Collège Sacré-Cœur, Dakar, Sénégal) Guinée 2MS kankan
- 1998) : Cours Secondaire Protestant, Belgique: Collège saint Michel, Sénégal: Collège Sacré-Cœur, Congo-Kinshasa: Collège saint Joseph, Côte d'Ivoire: Collège saint Viateur

(Gagnants : Cours Secondaire Protestant, Cotonou, Bénin)

## AuBénin
- 2013: CEG Sekandji (Championnat Interscolaire)
- 1995: Lycée Technique Coulibaly de Cotonou
- 1996: Lycée Technique Coulibaly de Cotonou
- 1997: Lycée Technique Coulibaly de Cotonou
- 1998: Cours Secondaire Protestant de Cotonou
- 1999: Cours Secondaire Protestant de Cotonou
- 2000: Cours Secondaire Protestant de Cotonou
- 1991: Lycée Béhanzin de Porto-Novo. L'équipe ayant participé à la finale internationale tenue à Cotonou était constituée de Kasso, Christian, Hervé et Marcel

## EnRépublique démocratique du Congo
Le premier championnat du Congo (alors Zaïre) a été organisé en 1988 par la Radio Télévision Nationale (OZRT à l'époque) et a vu la victoire du collège Elikya sur le Lycée Bosangani. Depuis lors, le championnat est organisé de façon ininterrompue (sauf en 1994 où le pays a connu une année blanche dans les écoles officielles du secondaires et en 2015, faute de financement). Il est à souligner que le pays a été représenté à plusieurs reprises aux finales internationales.
Vainqueurs:
- 1988 : Collège Elikya
- 1989 : Collège Elikya
- 1990 : Collège Bonsomi
- 1991 : Institut de la Gombe
- 1992 : Collège Elikya
- 1993 : Institut de la Gombe
- 1995 : Collège saint Théophile
- 1996 : Collège saint Théophile
- 1997 : Collège saint Théophile
- 1998 : Collège Saint-Joseph (ex-Elikya)
- 1999 : Collège Saint-Joseph (ex-Elikya)
- 2000 : Collège Saint-Joseph (ex-Elikya)
- 2001 : Collège Saint-Joseph (ex-Elikya)
- 2002 : Collège Saint-Joseph (ex-Elikya)
- 2003 : Collège John Mabuidi
- 2005 : Institut Lumumba
- 2006 : Institut Lemfu 3
- 2007 : Institut Lemfu 3
- 2008 : Collège Frères Alingba
- 2009 : Collège Bonsomi
- 2010 : Institut Lemfu 3
- 2011 : Collège Frères Alingba
- 2012 : Institut Salongo
- 2013 : Collège Saint-Joseph (ex-Elikya)
- 2014 : Collège Frères Alingba
- 2016 : Collège Saint Théophile
- 2017 : Collège Abbé Loya
- 2018 : Collège Saint-Joseph (ex-Elikya)
- 2021 : Collège Saint Théophile

Le Collège Saint-Joseph (ex-Elikya) est l'équipe la plus titrée de la compétition avec 10 titres à son actif

### En Belgique
- Le nouveau jeu de la RTBF, Génies en WEB sur https://www.rtbf.be/geniesenweb

### Au Québec
- Mouvement provincial du Québec
- Ligue post-secondaire de Québec
- Génies en herbe à Thetford Mines
- Ligue collégiale et universitaire de Génies en herbe de Montréal.

### Au Canada anglophone
- Reach for the Top (en)